# Avulavirinae
Avulavirinae è una sottofamiglia di virus degli uccelli a singolo filamento negativo di RNA, appartenente all'ordine Mononegavirales, famiglia Paramyxoviridae. Era un genere fino al 2018 (Avulavirus), quando fu elevato al rango di sottofamiglia.

## Tassonomia
Appartengono ad Avulavirinae i seguenti generi:
- Metaavulavirus
- Orthoavulavirus
- Paravulavirus

## Caratteristiche virali

### Morfologia e proprietà fisico-chimiche
Al microscopio elettronico i virioni degli avulavirus appaiono di forma pleiomorfa (soprattutto sferica o filamentosa), costituiti da un nucleocapside allungato con simmetria elicoidale avvolti da pericapside lipidico, sensibile all'etere e contenenti una matrice virale. I virioni misurano circa 150-250 nm di diametro e 1000-10000 nm di lunghezza. Sulla superficie esterna del rivestimento lipidico sono visibili delle proiezioni lunghe circa  9-15 nm e distanziate l'una dall'altra 7-10 nm: sono identificate con due glicoproteine virali: Emoagglutinina (H) e proteine di fusione (F). Il nucleocapside ha lunghezza di 600-800 nm, larghezza di 18 nm, mentre il passo della spirale elicoidale è di 5,5 nm.

### Proprietà fisico-chimiche
Gli avulavirus sono virus ad RNA a singolo filamento negativo contenenti 15200-15900 nucleotidi. I virioni hanno una densità di flottazione in CsCl di 1,18-1,2 g/cm−3.

### Genoma
Gli avulavirus appartengono alla famiglia Paramyxoviridae caratterizzata dalla condivisione di un genoma costituito da sei geni:
(Paramyxoviridae): 3′-N-P/V-M-F-RBP-L-5′
dove:
- N - gene per la nucleoproteina NP la quale permette di formare nucleocapsidi a simmetria elicoidale resistenti alle RNAsi
- P/V - gene P che codifica due fosfoproteine (P, C e V)[6]
- M - gene per la proteina di matrice
- F - gene per la glicoproteina virale F (di fusione), la quale interagisce con lo strato di proteine della matrice virale sulla superficie interna della membrana virale
- RBP (detto anche HN)- glicoproteina virale emoagglutinina-neuramminidasi responsabile dell'agglutinazione delle emazie di pollo; negli altri Paramyxoviridae è detta "proteina G", proteina di adsorbimento
- L - gene per la proteina di maggiori dimensioni (L = large)